# Joel Kelso
Joel Damon Kelso (* 12. Juni 2003 in Nambour, Queensland) ist ein australischer Motorradrennfahrer.

## Statistik
In der Supersport-300-Weltmeisterschaft
| Saison | Team                                     | Motorrad           | Rennen | Siege | Zweiter | Dritter | Poles | Schn. Runden | Punkte | Ergebnis |
| ------ | ---------------------------------------- | ------------------ | ------ | ----- | ------- | ------- | ----- | ------------ | ------ | -------- |
| 2019   | Nutec - RT Motorsports by SKM - Kawasaki | Kawasaki Ninja 400 | 1      | –     | –       | –       | –     | –            | 0      | 34.      |
| Gesamt | Gesamt                                   | Gesamt             | 1      | 0     | 0       | 0       | 0     | 0            | 0      |          |

In der Motorrad-Weltmeisterschaft

(Stand: Großer Preis von Österreich, 17. August 2025)
| Saison | Klasse | Team                     | Motorrad | Rennen | Siege | Zweiter | Dritter | Poles | schn. Runden | Punkte | Ergebnis |
| ------ | ------ | ------------------------ | -------- | ------ | ----- | ------- | ------- | ----- | ------------ | ------ | -------- |
| 2021   | Moto3  | CIP Green Power          | KTM      | 4      | –     | –       | –       | –     | –            | 2      | 31.      |
| 2022   | Moto3  | CIP Green Power          | KTM      | 18     | –     | –       | –       | –     | –            | 36     | 21.      |
| 2023   | Moto3  | CFMoto Racing Prüstel GP | CFMoto   | 18     | –     | –       | 1       | –     | –            | 61     | 17.      |
| 2024   | Moto3  | Boé Motorsports          | KTM      | 20     | –     | –       | –       | 1     | –            | 138    | 9.       |
| 2025   | Moto3  | Level Up – MTA           | KTM      | 12     | –     | 2       | 1       | –     | 1            | 115    | 6.       |
| Gesamt | Gesamt | Gesamt                   | Gesamt   | 72     | 0     | 2       | 2       | 1     | 1            | 352    |          |

Einzelergebnisse
| Saison ! | 1        | 2           | 3           | 4         | 5          | 6          | 7                      | 8           | 9           | 10                     | 11          | 12                     | 13         | 14             | 15         | 16             | 17         | 18             | 19         | 20       | 21       | 22       |
| -------- | -------- | ----------- | ----------- | --------- | ---------- | ---------- | ---------------------- | ----------- | ----------- | ---------------------- | ----------- | ---------------------- | ---------- | -------------- | ---------- | -------------- | ---------- | -------------- | ---------- | -------- | -------- | -------- |
| 2021     | Katar    | Katar       | Portugal    | Spanien   | Frankreich | Italien    | Katalonien             | Deutschland | Niederlande | Steiermark             | Osterreich  | Vereinigtes Konigreich | Aragonien  | San Marino     | USA-Texas  | Emilia-Romagna | Portugal   | \|\| \|\| \|\| |            |          |          |          |
| 2021     |          |             |             |           |            |            |                        | 17          | 22          |                        |             |                        |            |                |            |                | 14         | DNF            |            |          |          |          |
| 2022     | Katar    | Indonesien  | Argentinien | USA-Texas | Portugal   | Spanien    | Frankreich             | Italien     | Katalonien  | Deutschland            | Niederlande | Vereinigtes Konigreich | Osterreich | San Marino     | Aragonien  | Japan          | Thailand   | Australien     | Malaysia   | \|\|     |          |          |
| 2022     | 15       | 18          | 10          | 18        | 9          | DNF        | DNS                    | 12          | 12          | DNF                    | DNF         | INJ                    | 22         | 14             | 21         | DNF            | 12         | 8              | 18         | 21       |          |          |
| 2023     | Portugal | Argentinien | USA-Texas   | Spanien   | Frankreich | Italien    | Deutschland            | Niederlande | Kasachstan  | Vereinigtes Konigreich | Osterreich  | Katalonien             | San Marino | Indien         | Japan      | Indonesien     | Australien | Thailand       | Malaysia   | Katar    | Valencia |          |
| 2023     | 9        |             |             | 18        | 11         | DNF        | 22                     | 9           | C           | 16                     | 16          | DSQ                    | 19         | DNF            | 15         | 16             | 3          | 12             | 7          | 13       | 7        |          |
| 2024     | Katar    | Portugal    | USA-Texas   | Spanien   | Frankreich | Katalonien | Italien                | Niederlande | Deutschland | Vereinigtes Konigreich | Osterreich  | Aragonien              | San Marino | Emilia-Romagna | Indonesien | Japan          | Australien | Thailand       | Malaysia   | \|\|     |          |          |
| 2024     | 8        | 5           | 7           | 5         | 13         | DNF        | 12                     | 12          | 11          | 7                      | 8           | 5                      | 6          | 7              | 8          | 21             | 11         | 7              | 6          | 12       |          |          |
| 2025     | Thailand | Argentinien | USA-Texas   | Katar     | Spanien    | Frankreich | Vereinigtes Konigreich | Aragonien   | Italien     | Niederlande            | Deutschland | Tschechien             | Osterreich | Ungarn         | Katalonien | San Marino     | Japan      | Indonesien     | Australien | Malaysia | Portugal | Valencia |
| 2025     | DNF      | 8           | 2           | 4         | 3          | 2          | DNF                    | 7           | 9           | 9                      | 6           | DNS                    | 11         |                |            |                |            |                |            |          |          |          |

| Legende  | Legende            | Legende                                                          |
| Farbe    | Abkürzung          | Bedeutung                                                        |
| -------- | ------------------ | ---------------------------------------------------------------- |
| Gold     | –                  | Sieg                                                             |
| Silber   | –                  | 2. Platz                                                         |
| Bronze   | –                  | 3. Platz                                                         |
| Grün     | –                  | Platzierung in den Punkten                                       |
| Blau     | –                  | Klassifiziert außerhalb der Punkteränge                          |
| Violett  | DNF                | Rennen nicht beendet (did not finish)                            |
| Violett  | NC                 | nicht klassifiziert (not classified)                             |
| Rot      | DNQ                | nicht qualifiziert (did not qualify)                             |
| Rot      | DNPQ               | in Vorqualifikation gescheitert (did not pre-qualify)            |
| Schwarz  | DSQ                | disqualifiziert (disqualified)                                   |
| Weiß     | DNS                | nicht am Start (did not start)                                   |
| Weiß     | WD                 | zurückgezogen (withdrawn)                                        |
| Hellblau | PO                 | nur am Training teilgenommen (practiced only)                    |
| Hellblau | TD                 | Freitags-Testfahrer (test driver)                                |
| ohne     | DNP                | nicht am Training teilgenommen (did not practice)                |
| ohne     | INJ                | verletzt oder krank (injured)                                    |
| ohne     | EX                 | ausgeschlossen (excluded)                                        |
| ohne     | DNA                | nicht erschienen (did not arrive)                                |
| ohne     | C                  | Rennen abgesagt (cancelled)                                      |
| ohne     | keine WM-Teilnahme |                                                                  |
| sonstige | P/fett             | Pole-Position                                                    |
| sonstige | 1/2/3/4/5/6/7/8    | Punktplatzierung im Sprint-/Qualifikationsrennen                 |
| sonstige | SR/kursiv          | Schnellste Rennrunde                                             |
| sonstige | *                  | nicht im Ziel, aufgrund der zurückgelegten Distanz aber gewertet |
| sonstige | ()                 | Streichresultate                                                 |
| sonstige | unterstrichen      | Führender in der Gesamtwertung                                   |